# Gladys Marie Deacon
Gladys Marie Deacon (7 février 1881 - 13 octobre 1977) est une aristocrate et mondaine franco-américaine célèbre pour sa beauté. Maîtresse, puis épouse de Charles Spencer-Churchill (9e duc de Marlborough), elle est ensuite connue sous le nom de Gladys Marie Spencer-Churchill, duchesse de Marlborough. Elle est la maîtresse de plusieurs personnalités bien connues du début du XXe siècle.

## Jeunesse
Née à Paris, Gladys Marie Deacon est la fille du riche fabricant de textile bostonien Edward Parker Deacon (1844-1901) et de sa femme Florence Baldwin (1859-1899), fille de l'amiral Charles H. Baldwin. Elle a trois sœurs et un frère décédé en bas âge. Son père est emprisonné après avoir tiré sur l'amant de sa mère dans son boudoir de l'hôtel Splendide à Cannes en 1892. La jeune fille est envoyée à l'école au convent de l'Assomption à Auteuil où elle reçoit une éducation complète et excellente, parlant plusieurs langues étrangères et montrant un intérêt pour l'art, la mythologie, la poésie et la littérature. Elle est considérée comme précoce et extrêmement intelligente.
Après la sortie de prison d'Edward, Florence enlève Gladys du couvent. Le couple divorce en 1893 et la garde des trois enfants aînés, dont Gladys, est confiée à Edward. Le père les emmène aux États-Unis, où Deacon reste pendant les trois années suivantes. Il devient rapidement mentalement instable et est hospitalisé à l'hôpital McLean, où il décède en 1901. Gladys et ses sœurs retournent en France pour vivre avec leur mère. Marcel Proust écrit d'elle : « Je n'ai jamais vu une fille avec une telle beauté, une intelligence aussi magnifique, une telle bonté et un tel charme. »,

## Liaison avec Marlborough
La mort prématurée de ses parents fait de Gladys et de sa sœur Dorothy (1892-1960), future épouse du prince Albert Aba Radziwill (1885-1935), des orphelines et donc de riches héritières.
Gladys Deacon voyage dans toute l'Europe et provoque des scandales à la suite de ses nombreuses conquêtes. Plus sa vie et ses histoires d'amour sont extravagantes et scandaleuses, plus la fascination qui émane d'elle est grande. Parmi ses nombreux prétendants figurent Robert de Montesquiou, Bernard Berenson, le comte Hermann von Keyserling, le roi Édouard VII, le prince héritier Guillaume de Prusse, le prince Roffredo Caetani, Arthur de Connaught et Strathearn, et le duc de Norfolk et Camastra.
Immortalisée dans les portraits et les photographies de nombreux artistes, Gladys Deacon est considérée comme la femme la plus peinte de son temps. Elle est amie personnelle avec un certain nombre d'artistes, dont Giovanni Boldini, John Singer Sargent, George Moore, Jacob Epstein, Claude Monet et Auguste Rodin. Gabriele D'Annunzio se serait évanoui en la voyant.
À l'âge de 16 ans, elle s'injecte dans le nez de la cire et de la paraffine pour obtenir un profil classique. Dans les années qui suivent, la préparation se décompose et se dépose dans les cavités nasales, formant des lipogranulomes défigurant,,.
À la fin des années 1890, le duc de Marlborough invite Gladys Deacon au palais de Blenheim où elle se lie d'amitié avec sa femme Consuelo. En 1901, le prince héritier Guillaume de Prusse visite le palais et se prend d'une forte affection pour elle, lui donnant une bague que Guillaume II exige de lui rendre. Gladys Deacon devient la maîtresse du duc peu de temps après avoir emménagé dans le palais ; Marlborough et Consuelo ne divorcent qu'en 1921. Gladys et Marlborough se marient à Paris plus tard ma même année.
Artiste et passionnée de jardinage, la nouvelle duchesse de Marlborough agrandit des représentations de ses yeux bleu-vert surprenants peints sur le plafond du portique principal du palais de Blenheim, où ils se trouvent encore aujourd'hui. Plus tard, pendant leur mariage malheureux et sans enfant, elle garde un revolver dans sa chambre pour empêcher son mari d'entrer. Alors que son comportement devient de plus en plus erratique, notamment après la conversion du duc au catholicisme romain, le couple commence à ne plus vivre ensemble. La duchesse poursuit son passe-temps d'élevage de King Charles Spaniel au grand dam de son mari. Finalement, le duc quitte le palais et l'expulse deux ans plus tard. Le mariage est annulé en 1931 ;  le duc meurt en 1934.

## Veuvage et mort
La duchesse douairière de Marlborough déménage avec ses chiens d'abord  dans le nord de l'Oxfordshire, puis à Chacombe Grange. Elle commence à se retirer du monde et devient finalement une recluse nocturne totale, vivant entourée de chats. En 1962, elle devient  malade mentalement, tout comme son père et sa grand-mère paternelle et est placée de force à l'hôpital St Andrew où elle décède en 1977, à l'âge de 96 ans. Son corps est enterré au cimetière du village de Chacombe Grange à Northampton.
Son neveu, le prince Stanislas Radziwill (1914-1976), a épousé Caroline Lee Bouvier (1933-2019), sœur cadette de Jacqueline Kennedy-Onassis.

## Postérité
Gladys Deacon a inspiré à Marcel Proust le personnage de Miss Foster dans À la recherche du temps perdu.
Le roman de 2016 de Michelle Gable, I'll See You in Paris, est basé en partie sur l'histoire de la duchesse.
Death at Blenheim Palace (2005), le onzième livre de la série Kathryn Ardleigh de Robin Paige, inclut également Gladys parmi les personnages. Au cours de ce livre, son enfance est évoquée, ainsi que sa liaison avec le duc de Marlborough.
American Duchess de Karen Harper, est un roman basé sur la vie de Consuelo Vanderbilt, la 9e duchesse de Marlborough. Gladys Deacon est représentée utilisant Consuelo pour conquérir le duc et le titre de duchesse. Elle est également décrite comme entrant dans la maison de Consuelo et la tenant sous la menace d'une arme. Consuelo et un mari ultérieur sont présentés comme envoyant Gladys dans l'établissement psychiatrique dans lequel elle mourra[réf. nécessaire].

## Galerie

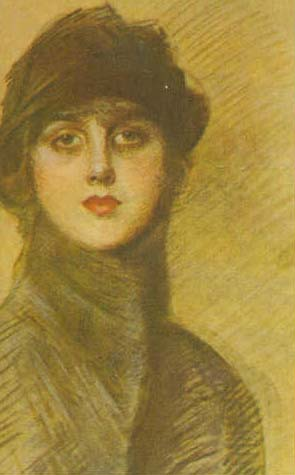
Gladys Deacon par John Singer Sargent.
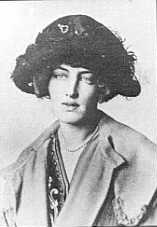
Gladys Deacon vers 1910-1920.